# Calle de los Lamentos

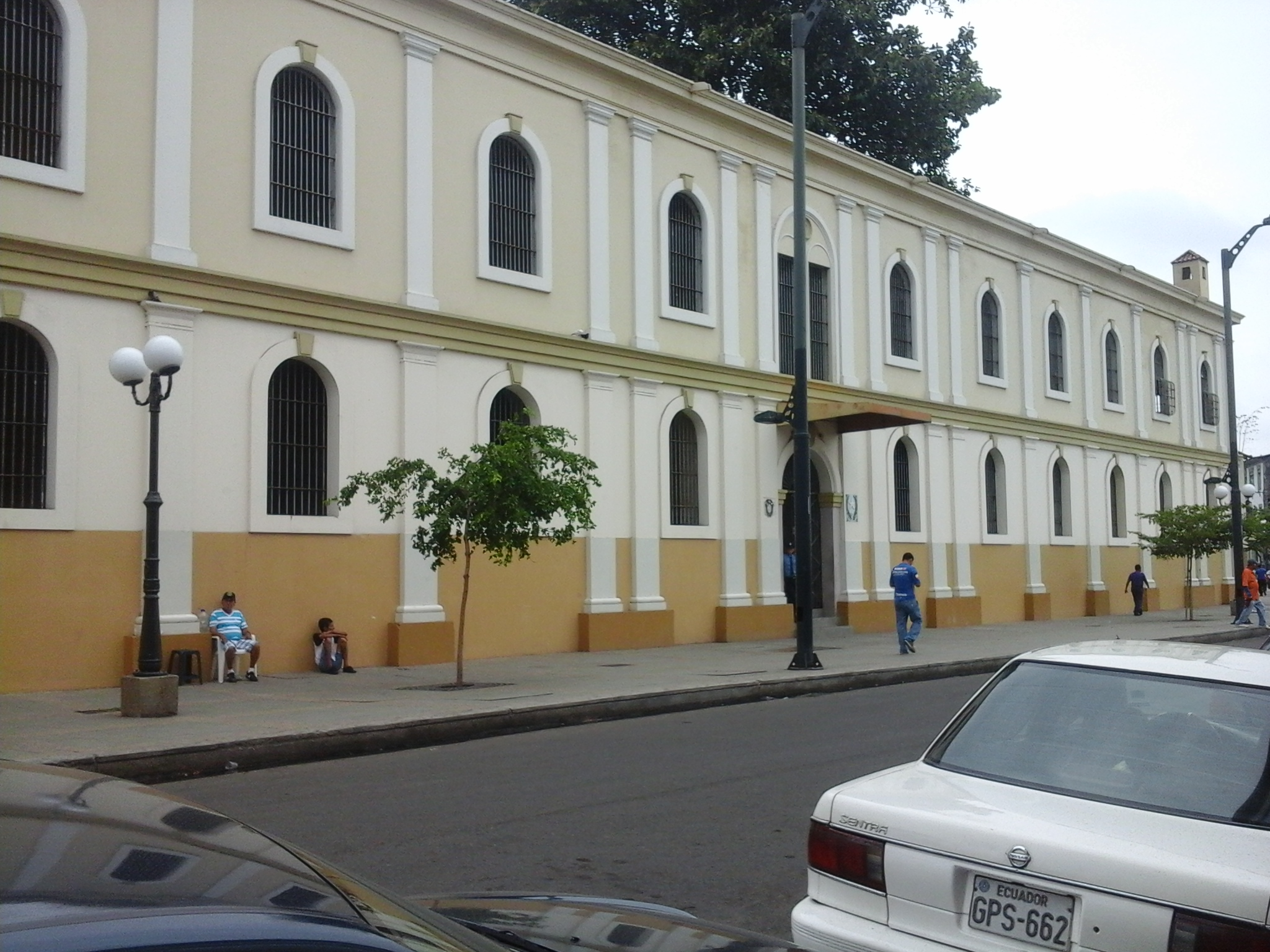
Calle de los Lamentos

La calle de los Lamentos, también conocida como de la Amargura, fue una calle de la ciudad de Guayaquil. Esta fue la denominación extraoficial de la actual avenida Julián Coronel en el sector sur del Cerro del Carmen que la población guayaquileña de mediados del siglo XIX hasta inicios del siglo XX le dio debido a que a su paso en ella se encontraban ubicadas varias instituciones relacionadas con enfermedades, orfandad, vejez y muerte.
Desde la época colonial, en el sector se ubicó el Hospital de Santa Catalina Mártir, luego llamado Hospital Civil tras su reconstrucción debido al Gran Incendio, y finalmente rebautizado como Hospital Luis Vernaza. En 1886, cerca del Hospital, se edificó un cementerio para ciudadanos extranjeros originalmente llamado Cementerio de los Protestantes, ya que la costumbre local era de enterrar a sus muertos en la isla Puná; con el pasar del tiempo se construyó otro cementerio para los habitantes de la ciudad, actualmente conocido como el Cementerio General. Adicionalmente se encontraban en el sector la antigua Cárcel Municipal y el Anfiteatro universitario. Todas estas instituciones estaban interconectadas por la calle de los Lamentos, cuyo nombre se debe principalmente al estado de ánimo de los familiares de los difuntos, de los enfermos o de los detenidos que transitaban por la vía.
También se conoció a este trayecto como Camino de la Virgen según plano elaborado por Francisco Requena.